# 桂林街道 (瑞昌市)
桂林街道，是中华人民共和国江西省九江市瑞昌市下辖的一个乡镇级行政单位。

## 行政区划
桂林街道下辖以下地区：
潘家堡社区、站前社区、桂林桥社区、大路口社区、五里桥社区、江航社区、瑞民社区、九治总厂社区、庆丰村、大塘村、洪源村、石山村、东关村、裕丰村、六合村、北亭村、永积村、常丰村、光明村、桂林村、瑞昌市林科所生活区、农业科学研究所生活区、茶叶科学试验站社区和栗坂分场生活区。